# 董家镇 (丰都县)
董家镇是中国重庆市丰都县下辖的一个镇。

## 行政区划
镇辖1个居委会、个行政村：水巷子居委会、人和寨村、红丘村、董家嘴村、陆家林村、敞垭口村、赵家河村、鸡公嘴村、柏杨坪村、新场岭村、余家山村、熊坊沟村、石龙门村、中和村、水地沟村、新屋榜村、四角楼村、 上岔河村、黄桷湾村、彭家坝村、飞龙洞村、官圣场村、双岔河村、白鹤洞村